# قلعه کنگ
قلعه کنگ ، روستایی است از توابع بخش جزینک شهرستان زهک در استان سیستان و بلوچستان.
این روستا در دهستان جزینک قرار دارد و بر اساس سرشماری سال ۱۳۸۵ جمعیت آن (۱۴۹ خانوار) ۶۵۹ نفر 
بوده است.
در آن طایفه ای به نام بولاغ و شهرکی زندگی می کنند.